# إرنست ويلهلم وولف
إرنست ويلهلم وولف (بالألمانية: Ernst Wilhelm Wolf) هو موزع وملحن ألماني، ولد في 25 فبراير 1735 في Grossenbehringen ‏ في ألمانيا، وتوفي في 1 ديسمبر 1792 في فايمار في ألمانيا بسبب سكتة.

## وصلات خارجية
- إرنست ويلهلم وولف على موقع ميوزك برينز (الإنجليزية)